# Römische Architektur
Als römische Architektur bezeichnet man die Baukunst der Römer zur Zeit der römischen Republik und der Kaiserzeit. Die römische Architekturgeschichte umfasst damit einen Zeitraum von etwa neun Jahrhunderten (500 v. Chr. – 400 n. Chr.). Die Epochen der römischen Architektur werden nach einzelnen Herrschern, Dynastien oder retrospektiv formulierten historischen Zeitabschnitten benannt. Die seitens der Klassischen Archäologie geprägten Epochen- oder Stilbegriffe finden keine Entsprechungen in der schriftlichen antiken Überlieferung, entsprechen also nicht antiker Wahrnehmung und Einteilung.

## Einführung
Die Römer waren zeitlich gesehen das letzte Volk, das in der Antike im Mittelmeerraum eine bedeutende Rolle gespielt hat. Sie trafen bei ihrem Auftreten auf die heterogene, von italischen, griechischen und orientalischen Einflüssen geprägte Kunst der Etrusker, die sich südlich von Rom in der Landschaft Kampanien ganz anders entwickelt hatte als die Kunst im mittleren und nördlichen Teil der Apenninhalbinsel. So ist den Etruskern zum Beispiel die erste von den griechischen Vorgaben abweichende italische Häuseranlage zuzuschreiben. An die Stelle des offenen Säulenhofs, um den sich in dem griechischen Haus die Gemächer aneinanderreihen, trat hier ein mehr geschlossener Raum, das Atrium, der nach oben hin zwar auch gegen den Himmel geöffnet ist, bei dem aber diese Öffnung (Compluvium) eine verhältnismäßig geringe Ausdehnung hat. Sie diente im Übrigen dazu, das von den Dachflächen gesammelte Regenwasser in eine Zisterne weiterzuleiten. Auch der etruskische Tempelbau zeigt gegenüber dem griechischen eine im Wesen andere funktionale und gestalterische Auffassung, war frontal statt allansichtig, bildet daher nur Frontsäulen aus, so dass die Grundlagen einer ausgesprochenen Fassadenwirkung geschaffen wurden.
In der Auseinandersetzung mit den Römern ab dem 5. Jahrhundert v. Chr. verloren die Etrusker nach und nach ihre politische Macht und gingen, wie auch ihre Kunst, im Römischen Reich auf. So lehnen sich die wesentlichen Bauwerke, die in Rom in den ersten Jahrhunderten des Staates errichtet wurden, an die etruskische Architektur an. Neben den allenthalben feststellbaren latinischen Einflüssen nahm ab dem 2. Jahrhundert v. Chr. der Einfluss griechischer Kultur zu. Viele griechische Kunstwerke und Bauteile fanden infolge siegreicher militärischer Konflikte ihren Weg aus Griechenland und Kleinasien nach Rom. Durch die Übernahme der drei griechischen Säulenordnungen (dorisch, ionisch, korinthisch) änderte sich das Erscheinungsbild der zuvor von der toskanischen Ordnung bestimmten römischen Architektur grundlegend.
Die Römer passten die übernommenen Bauformen ihren eigenen Bedürfnissen an und entwickelten sie weiter, so dass ein eigener architektonischer Stil entstand. Zugleich wurde der zunehmend römisch dominierte Mittelmeerraum um zahlreiche Bautypen bereichert: Außer dem geschlossenen Forum gehörten dazu Basiliken, Thermen, Amphitheater, römische Theater, Triumphbögen und typische Formen des Ingenieurbaus wie Straßen, Brücken und Wasserleitungen. Dabei stellten die Römer den Zweckbau und die Bewältigung natürlicher Gegebenheiten als architektonische Herausforderung in ihrer Wertschätzung auf die gleiche Stufe mit Aufgaben der Sakral- und Repräsentationsarchitektur. Ab augusteischer Zeit ging die griechisch-hellenistische Architektur in weiten Teilen des Reiches zunehmend in der sich etablierenden römischen Architektur auf.

## Der griechische Einfluss

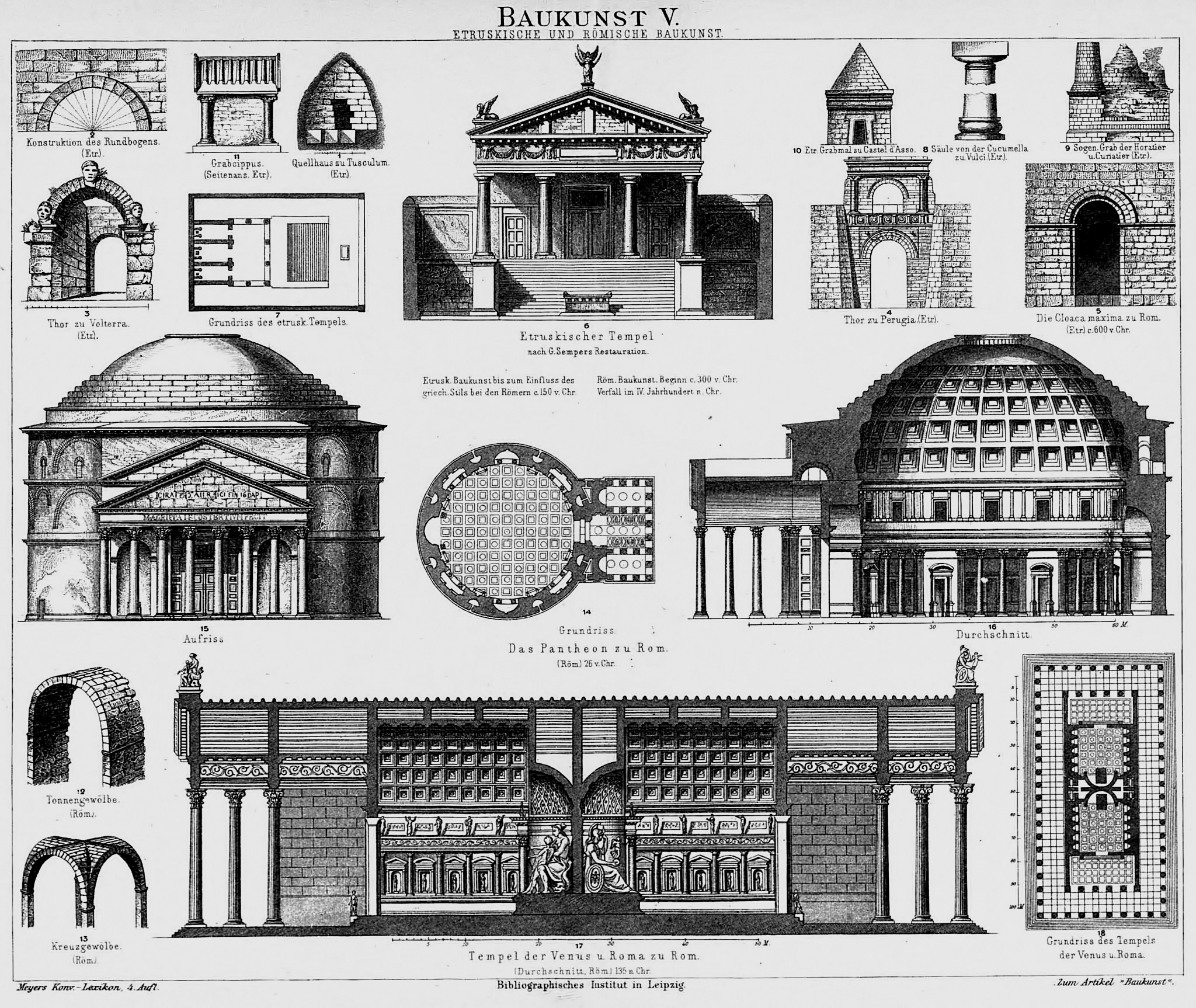
Etruskische und römische Baukunst

Ein erster Aufschwung der römischen Baukunst setzte mit Beginn des 3. Jahrhunderts v. Chr. ein. In diese Zeit fiel der Bau großer Heerstraßen wie der Via Appia und von Wasserleitungen; Appius Claudius Caecus erbaute 312 v. Chr. den ersten Aquädukt Roms, die Aqua Appia. Auch das Forum Romanum erhielt eine repräsentativere Ausgestaltung, indem es mit Basiliken, die dem öffentlichen Handelsverkehr und der Rechtspflege dienten, umgeben wurde. Erhalten ist von den Monumenten dieses ersten Aufschwunges nur ein kleineres dekoratives Werk vom Anfang des 3. Jahrhunderts v. Chr., der Sarkophag des Lucius Cornelius Scipio Barbatus, der sich heute in den Vatikanischen Museen befindet.

### Säulenbau
Ab 200 v. Chr. dehnte Rom seine Herrschaft auf Griechenland und Kleinasien aus. Ab Mitte des 2. Jahrhunderts v. Chr. machte sich der Einfluss der griechischen Kultur auf die römische Architektur bemerkbar: Griechischer Säulenbau (Säulenordnung und Säulenform) und der von den Etruskern perfektionierte Gewölbebau begannen in dieser Zeit zusammenzufließen. Dabei war die Architektur jedoch freier ausgestaltet, hin zu einer eigenständigen Bogen- und Gewölbekonstruktion mit Rundbögen, etruskischen Tonnengewölben bzw. Kreuzgratgewölben sowie gewaltigen Kuppeln.
Neben den Bogen und Kuppeln behielt man wegen der dekorativen Wirkung die griechischen Säulen, Gebälke und Giebel bei, bildete jedoch das Alte um, erweiterte es und schuf ohne Rücksicht auf die stilistische Geschlossenheit neue Elemente wie zum Beispiel das Kompositkapitell, eine Spielart des korinthischen Kapitells mit ionischen Elementen: Akanthusranken bzw. -blätter mit unterschiedlichem dekorativem Beiwerk darüber. Auch das Gebälk wurde mannigfaltiger gegliedert und reicher geschmückt.
Der Säulenbau übernahm eine integrierende und zugleich belebende Funktion und milderte die formale Erscheinung der Gewölbe. Unter den griechischen Säulenordnungen erfuhr die korinthische Ordnung, deren volles Blätterkapitell dem Streben nach Pracht und Glanz besser entsprach, eine besondere Wertschätzung. Erst in der römischen Architektur wurde die korinthische Ordnung zu einer geschlossenen eigenständigen und kanonischen Ordnung entwickelt. In der flavischen Zeit wird mit der Kompositordnung, wie sie am Titusbogen zu sehen ist, zudem eine eigene römische Variante der Säulenordnungen eingeführt.

### Hausform
Besonders bezeichnend für den griechischen Einfluss sind die Veränderungen der alten Hausform für eine Familie. Die ursprüngliche domus Italica mit der üblichen axialen Abfolge von Eingang, nach oben offenem Atrium, Tablinum und umgebenden Wohnräumen, erhielt im Verlauf des 2. Jahrhunderts v. Chr. zusätzlich einen von Säulenhallen umgebenen Hof (Peristyl) oder auch eine Abfolge solcher Höfe. Weiterhin kamen Exedren, Loggien und etliche andere Dekorationselemente (z. B. Plastiken, Brunnen, Steintische, Wandmalereien, Gartenbepflanzungen) hinzu, sodass das Innere der Häuser erstmals in der Antike eine durchgestaltete Komposition ergab. Bei Villen und Palästen befriedigten bauliche und optische Verbindungen in die umgebende Landschaft das Verlangen nach räumlicher Weite. Stadtwohnungen besonders wohlhabender Familien konnten – wie die Casa del Fauno in Pompeii aus dem frühen 2. Jahrhundert v. Chr. – einen ganzen Block einnehmen.

## Bautechnik

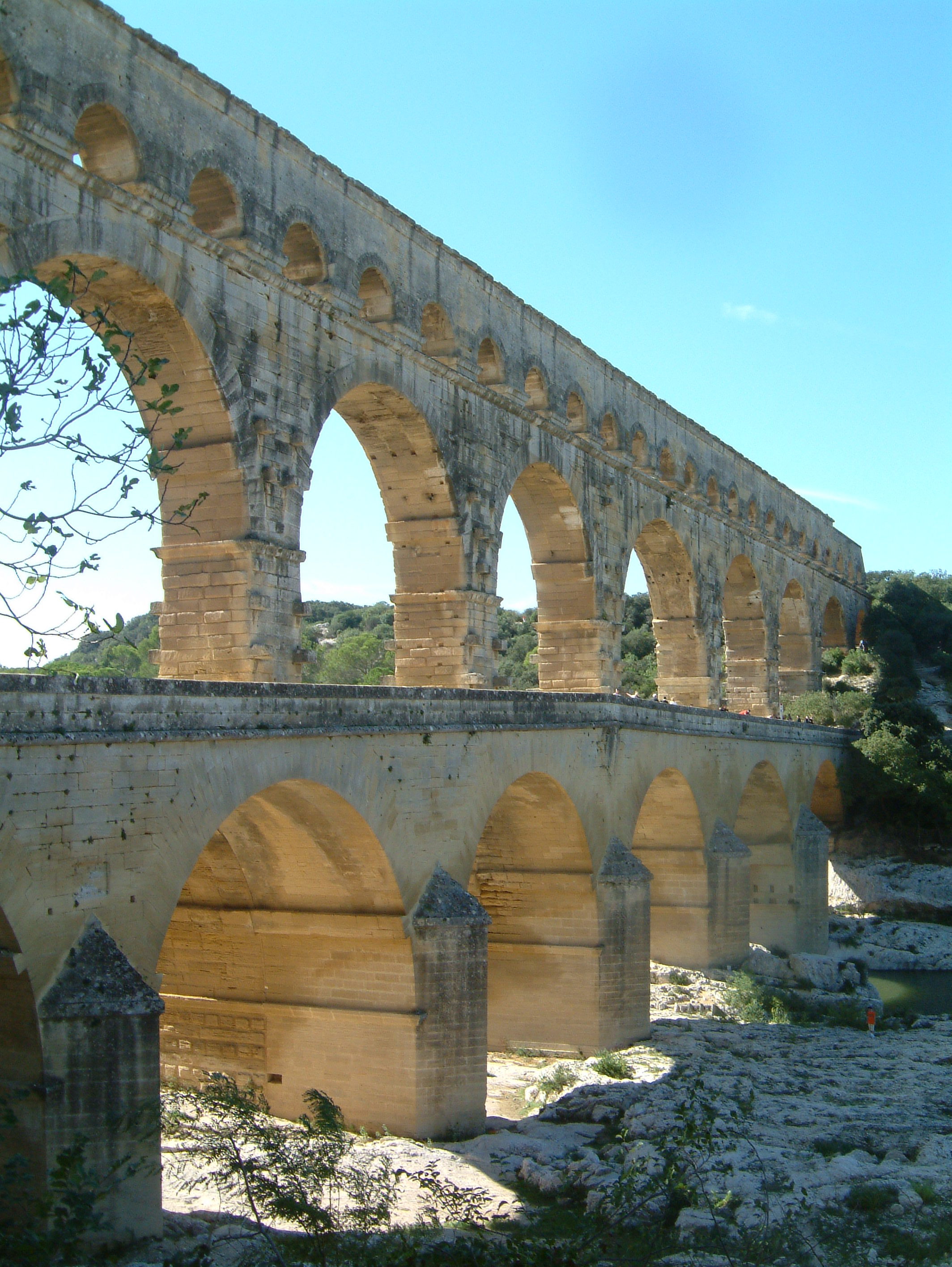
Pont du Gard

### Vom Mörtel zum Beton
Den Bau mit behauenen Steinen hatten die Römer von den Griechen übernommen und durch die Technik des Mörtelbaus ergänzt. Der römische Kalkmörtel schuf gleichzeitig die Voraussetzung für die Weiterentwicklung der von den Etruskern übernommenen Bogen- und Gewölbekonstruktionen, die später in aller Welt für technische Einrichtungen sowie für Brücken, Aquädukte und Fassadengalerien verwendet wurden.
Bestimmte Zuschlagstoffe ließen den Mörtel wasserbeständig und unter Wasser hart wie Fels werden. Mit Sand und Kies vermischt ergab dieser Mörtel einen ausgezeichneten  Beton, der für das im 2. Jahrhundert v. Chr. eingeführte Gussmauerwerk verwendet und zwischen Holzverschalungen oder Mauerwerk vergossen wurde. Diese Technik verschaffte der antiken Baukunst neue Denkansätze und schier unbegrenzte Möglichkeiten nicht nur für Ingenieurbauten. So konnten bisher unerreichbarer Hochbau, Mehrstöckigkeit, beliebige Wandgliederungen sowie weitgespannte Tonnengewölbe und Kuppeln für große Räume ohne Innenstützen realisiert werden.
Beton wird oft als wichtigster römischer Beitrag zur Bautechnik der modernen Welt angesehen, jedoch leben auch viele Stilelemente der römischen Kaiserzeit in den Bögen und Kuppeln von Regierungsgebäuden und Kirchen in Europa und Nordamerika fort.

### Bogen
Der Bogen stellt wie das Gewölbe eine freitragende Verbindung zwischen Pfeilern oder Wänden her. Die Römer übernahmen den echten Bogen von den Etruskern und entwickelten ihn mit Hilfe neuer Werkstoffe zu einem eigenen konstruktiven Element. Mit Hilfe des Betons wurde es möglich, die Bogen zu gießen. Allerdings waren die Lehrgerüste aus Holz dem Gewicht des feuchten Betonbogen nicht gewachsen. So mauerten die Römer auf dem Gerüst erst einen leichten Ziegelbogen und vergossen darauf den eigentlichen Betonbogen. Ursprünglich war der Bogen ein Abschluss für eine Mauerlücke, also ein Ersatz für den Sturz. Neue Möglichkeiten eröffneten sich, als es im 3. Jahrhundert gelang, den Bogen auf Säulen zu setzen. Der in die Tiefe verlängerte Bogen ergibt das Gewölbe.

### Gewölbe
In der römischen Baukunst wurde zunächst das Tonnengewölbe als einfachste Gewölbekonstruktion in untergeordneten Gebäudeteilen verwendet. Im Kolosseum wurde es dann erstmals mit leichtem Gussmaterial zwischen gemauerten, unsichtbar im Mauerwerk miteinander verbundenen Backsteinrippen gestreckt. Die damit bereits im 1. Jahrhundert n. Chr. erreichten Spannweiten betrugen bei der Aula regia 30,5 m und bei dem Atrium Minervae 33 m. Das Kreuzgewölbe, das aus der rechtwinkligen Überschneidung zweier Tonnengewölbe entsteht, wurde vorrangig beim Bau der römischen Thermen verwendet. Bei dieser Gewölbeart verteilt sich die Last nicht mehr wie beim Tonnengewölbe auf Wände, sondern wird über Bögen auf vier Eckpfeiler geleitet.

## Neue Bauaufgaben und Bautypen

### Basilika
Die Basilika diente als gedeckte Wandelhalle und war für Gerichtssitzungen und Handelsgeschäfte bestimmt. Die ältesten in Rom erbauten Basiliken – die erste wurde im Jahr 185 v. Chr. errichtet und Basilica Porcia genannt – existieren nicht mehr. Das älteste erhaltene römische Gebäude dieser Art ist die Basilika in Pompeii. Sie entstand in der zweiten Hälfte des 2. Jahrhunderts v. Chr. und diente für wirtschaftliche Transaktionen sowie für die Justizverwaltung; das Tribunal unter dem Vorsitz der höchsten städtischen Beamten (Duumvir) hatte hier seinen Sitz.
Die Fassade des Eingangs wird von vier prachtvollen, auf Basaltsockeln stehenden ionischen Säulen mit vierseitigen Kapitellen gegliedert, die in eine ebenfalls aus Basalt gebaute Treppe mit vier Stufen eingefügt sind und fünf Eingänge bilden. Das Innere des großen Saals war gekennzeichnet durch einen zweigeschossigen Säulenumgang auf vier Seiten, der aus 28 kannelierten ionischen Säulen bestand, die die Aula in drei Schiffe unterteilten, von denen das Mittelschiff fast doppelt so groß ist wie die beiden seitlichen. Die Seitenwänden wurden von 24 aus Ziegeln gemauerten und mit Stuck überzogenen Halbsäulen gegliedert; ihr Stucküberzug war im Ersten Stil dekoriert. Das Gebäude könnte von einem großen Giebeldach mit einem einheitlichen Dachstuhl bedeckt gewesen sein.

### Thermenanlagen
Zu den neuen Bautypen gehörten die privaten und öffentlichen Thermenanlagen (thermai = Warmwasserquelle), die im 2. Jahrhundert v. Chr. in Rom eingeführt wurden. Bei den öffentlichen Bädern wurde über der Quelle ein zentraler Kuppelbau errichtet, um den sich die Räume für Dampfbäder sowie heiße, lauwarme und kalte Bäder gruppierten, ergänzt von Turnräumen, Spielhöfen, Gärten und Bibliotheken. Die Bauwerke stellten hohe Ansprüche an Architektur und Bautechnik. So waren Kuppeln und Kreuzgewölbe mit gewaltigen Abmessungen zu errichten und die Vorzüge von Marmor und Mosaik zur Geltung zu bringen. Die mit einem Kreuzgewölbe überdeckte Halle der Therme Diokletians aus dem Jahr 302 n. Chr. war zum Beispiel 37 m hoch, 61 m lang und 24 m breit. Die Ruine wurde in der Renaissance von Michelangelo zur Kirche Santa Maria degli Angeli e dei Martiri umgestaltet.
In Baiae sind umfangreiche Reste antiker Thermenbauten erhalten, die heute in einem Archäologischen Park liegen. Drei Kuppelbauten tragen die traditionellen Namen „Tempel der Diana“, „der Venus“ und „des Merkur“, gehörten aber zu Thermenanlagen. Durch Veränderungen des Meeresspiegels liegen Teile des antiken Ortes inzwischen unter Wasser, wo ein archäologisches Schutzgebiet eingerichtet wurde, das von Booten aus oder in Tauchgängen besichtigt werden kann.

### Ehrenbögen
Aus Bogenarchitektur und Wandgliederung aufgebaut sind in der römischen Architektur ein- oder dreitorige Triumph- und Ehrenbögen, die freistehend oder eine Straße überspannend errichtet wurden und auf ihrer Attika die Statue (oder Statuen) von geehrten Persönlichkeiten oder Kaisern trugen. Diese Art der Bogenarchitektur ist eine genuin römische Erfindung, die keine Vorbilder in der Architektur Griechenlands oder der Etrusker findet. Die frühen Bögen Roms sind nicht erhalten; der erste, nur aus der schriftlichen Überlieferung bekannte Bogen wurde 196 v. Chr. errichtet. Von den erhaltenen ist besonders der Sergierbogen in Pola aus frühaugusteischer Zeit hervorzuheben. Er ist eine private Stiftung einer Salvia Postrama für einige männliche Mitglieder ihrer Familie, dessen Attika drei Statuen trug.
Unter den römischen Kaisern nahm die Pracht dieser Bauwerke zu. Sie wurden reich mit Säulen, Statuen, Reliefs und Inschriften geschmückt. Hervorragende Beispiele der Denkmalgattung sind beispielsweise der Titusbogen in Rom (nach 81 n. Chr.) sowie der Trajansbogen von Benevent. Die kannelierten Halbsäulen mit Kompositkapitellen stehen auf ungegliedertem Sockel, sind aber weit auseinandergerückt. Eine andere Form vertritt der Septimius-Severus-Bogen in Rom. Für die fassadengliedernden Säulen seiner drei Durchgänge wurde jede Säule für sich auf einen Postament mit verkröpftem Gesims gestellt und die Verkröpfung im Gebälk wieder aufgenommen.

### Tabularium
Wichtigstes öffentliches Bauwerk in Rom war das Tabularium, Staatsarchiv des römischen Reichs, in dem Gesetzestexte, Edikte und Verträge aufbewahrt wurden. Es wurde 83–80 v. Chr. unter Sulla von Quintus Lutatius Catulus erbaut. Architekturgeschichtlich markiert der Quaderbau einen Wendepunkt der römischen Baukunst. Unterbau, Decken und Fußböden bestehen aus Mörtelmauerwerk, die freiliegenden Wände aus Tuff und Travertin. Innenräume und Treppen sind mit Tonnengewölben überspannt. Bogenbau und Wandgliederung sind erstmals eng miteinander verbunden.

### Mietskasernen
Die Einwohner Roms wohnten zum ganz überwiegenden Teil in Wohnblocks, die als insulae bezeichnet wurden. Die Gebäude waren schmal, verjüngten sich nach oben terrassenartig und hatten bei maximalen Höhen zwischen 18 und 21 m bis zu sieben Stockwerke. Im Erdgeschoss waren meist Läden untergebracht. Es gab keine Glasfenster, vielmehr wurden die Öffnungen mit Holzläden verschlossen.
Die insulae waren leicht gebaut. Ihre mit Mörtel verputzten Außenmauern bestanden aus Holz, die Innenwände aus Geflecht oder dem üblichen Gemisch aus Stroh und Lehm. Aufgrund dieser Bauweise gingen die Bauten schnell in Flammen auf und stürzten leicht ein. Diese Eigenschaften erklären die Feuersbrunst des Jahres 64 n. Chr., der ganze Stadtviertel zum Opfer fielen.

## Der römische Stil am Ende der Republik (bis etwa 30 v. Chr.)

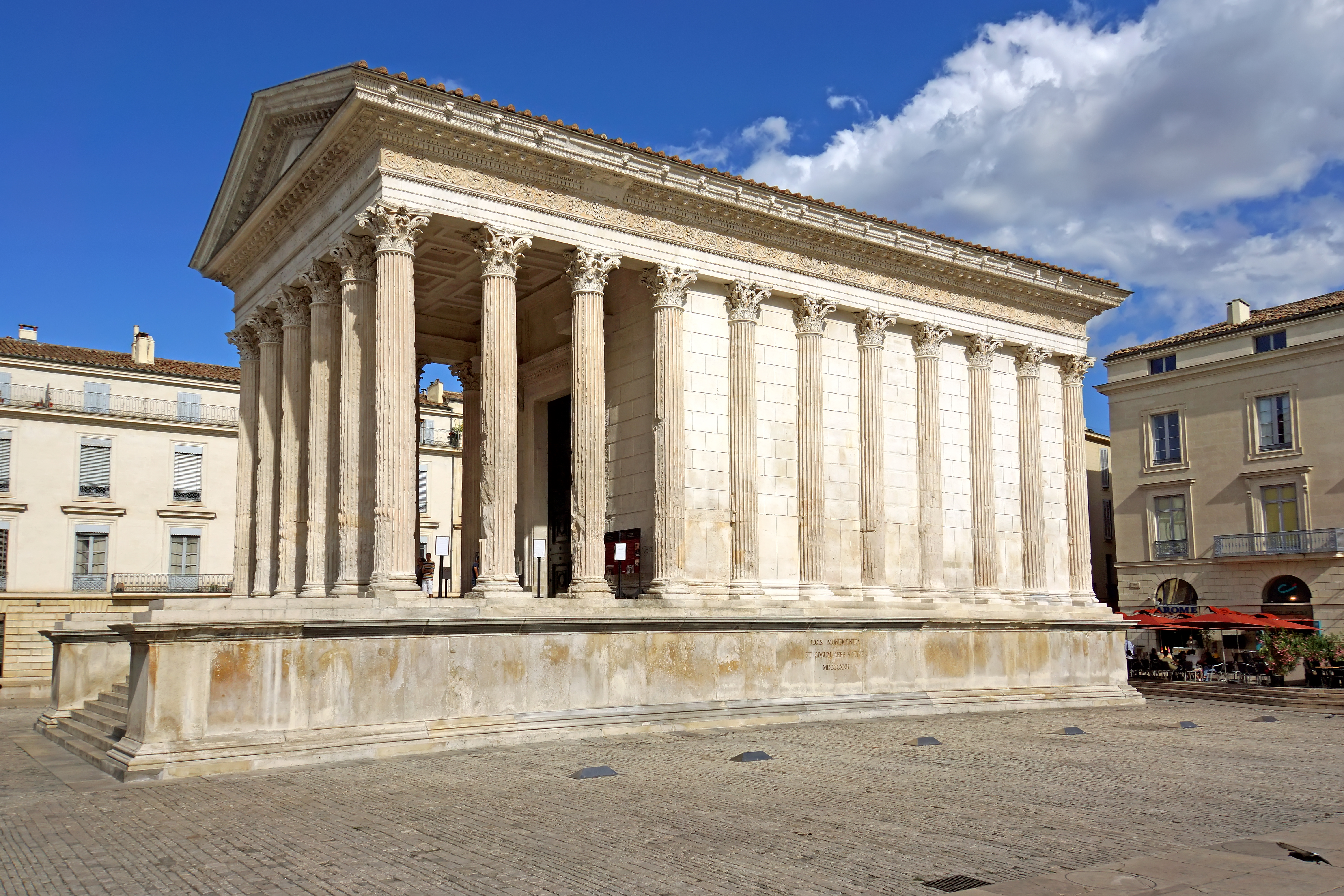
Maison Carrée in Nîmes

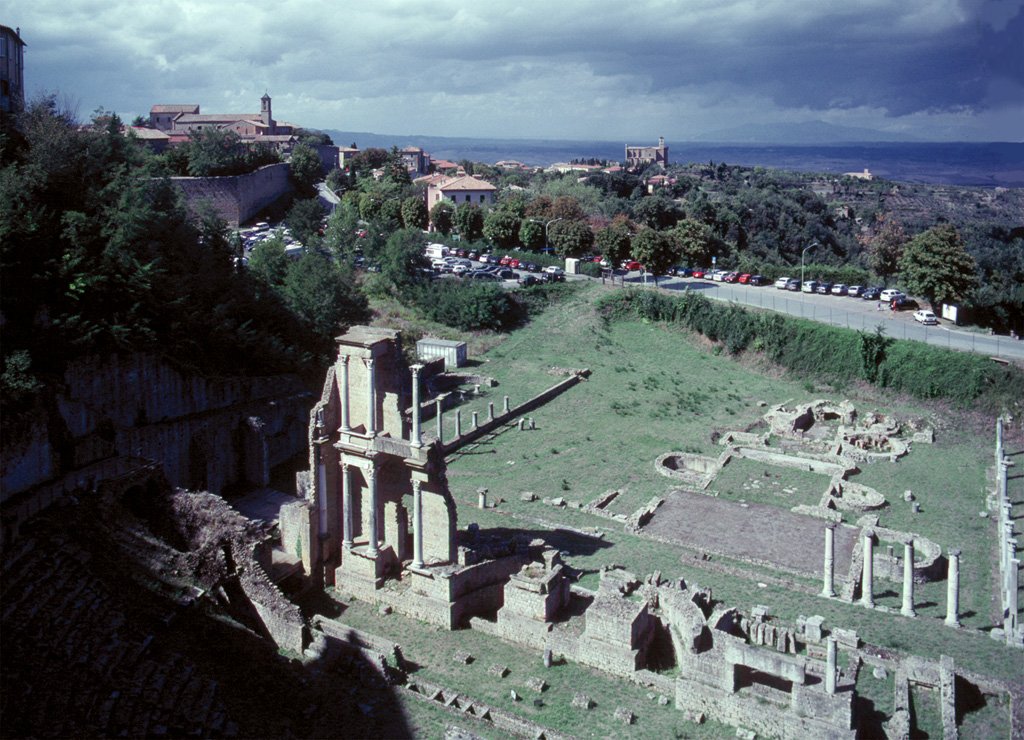
Teatro Romano in Volterra

Der italisch-etruskische Tempel, Mittelpunkt der Monumentalarchitektur, bestand wie die griechischen aus Cella, Säulen und Gebälk. Er war aber eindeutig richtungsbezogen und damit grundverschieden von der richtungslosen griechischen Bauweise mit Ringhalle und mehrstufig umlaufendem Unterbau. Der Zugang war nur von einer Schmalseite her möglich, an der eine breite Freitreppe auf ein Podium mit einer Säulenvorhalle (Pronaos) führte; auf der hinteren Hälfte des Podiums befanden sich eine oder drei Cellen. Selbst von sich aus richtungslose Bautypen wie die Rotunde bekamen durch entsprechende bauliche Maßnahmen eine Richtung.
Beim Pantheon wird das durch die monumentale Vorhalle sehr deutlich. Beim Vestatempel beschränkt sich das auf die nur ein Kreissegment umfassende Treppe, die deswegen das „Vorne“ des ansonsten runden Tempels bestimmt.

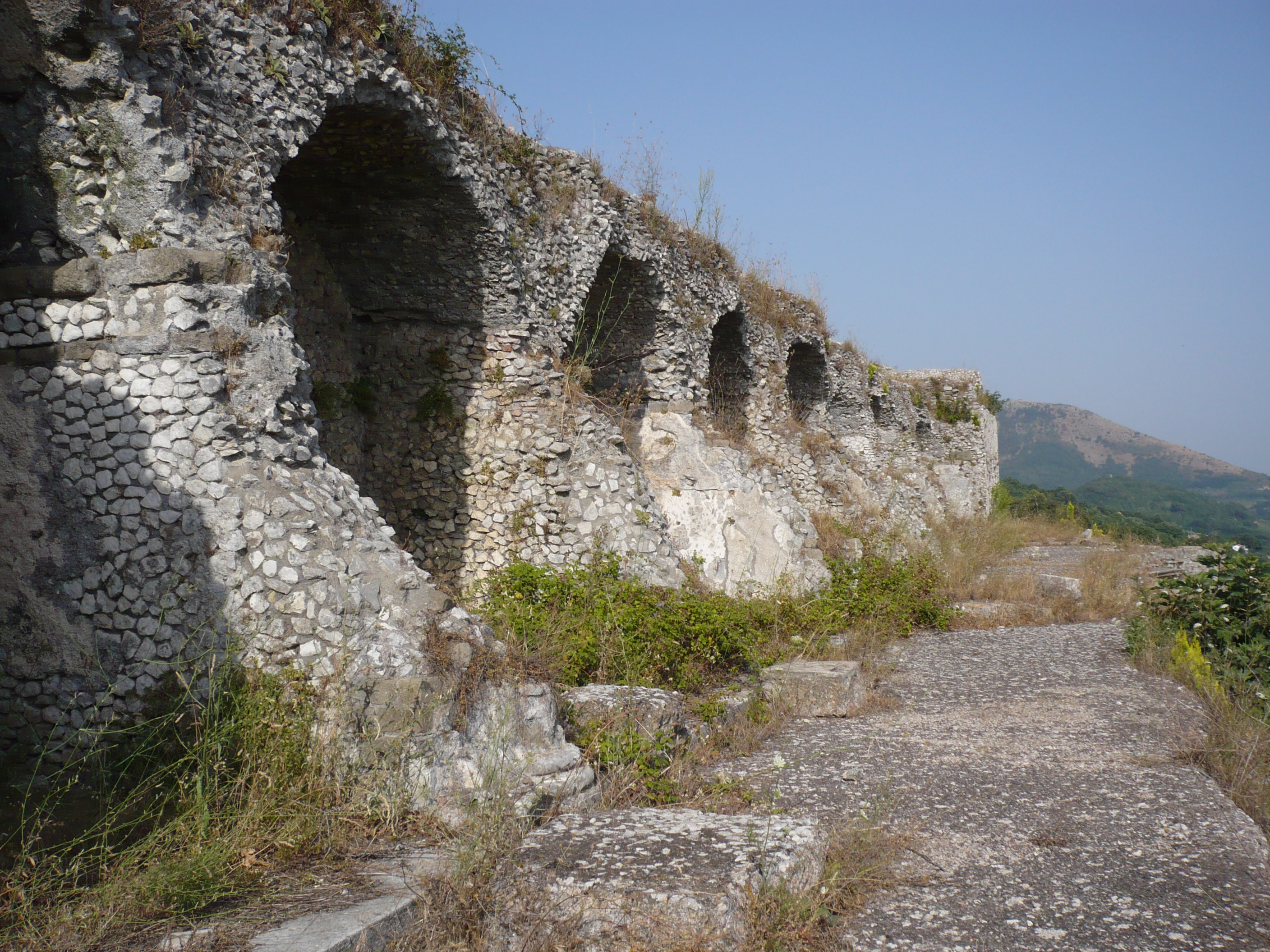
Heiligtum der Fortuna – Reihen von Bögen aus Mörtelmauerwerk als Substruktionen im hügeligen Gelände.

Um 100 v. Chr. herum entstanden in Latium mehrere auf Bergplateaus oder an Bergabhängen gelegene Heiligtümer. Unter diesen architektonisch meist bescheidenen Objekten repräsentiert die spätrepublikanische Terrassenanlage des Heiligtums der Fortuna Primigenia in Praeneste (heute: Palestrina) den Ansatzpunkt einer spezifisch römischen Monumentalarchitektur. Ein alter Kern wurde prachtvoll zu einer axialsymmetrischen Anlage mit sieben künstlichen Terrassen ausgebaut, und zwar in einer Verbindung einheimisch-italischer (Podiumstempel) und hellenistischer Bauformen (Säulenhallen, Freitreppen).
Von den italisch-etruskischen Architekturformen flossen einige in die seit dem 4. Jahrhundert v. Chr. eigenständige Formen entwickelnde römische Architektur ein. Das betraf neben der tuskanischen Säule vor allem beim Tempel die Freitreppe sowie das hohe Podium und damit die Richtungsbezogenheit; nur Hadrians Tempel der Venus und der Roma an der Via Sacra in Rom zeigt äußerlich die Form eines griechischen Baus. Trotz allem verliehen Säulenordnung und Säulenformen römischen Tempeln noch bis zum Ende der Republik ein griechisches Aussehen. Zugleich dienten Säulen den römischen Baumeistern oft nur noch zur Fassadengestaltung oder als Verblendung; für die Umfassung von Räumen hatte jetzt die Mauer Vorrang, so dass es an den Flanken und der Rückseite von Tempeln meist nur noch Halbsäulen gab. Beispiele für den spätrepublikanischen Stil sind innerhalb Roms der Tempel des Hercules Victor und der Tempel des Portunus auf dem Forum Boarium.
Stärker als die vom griechischen und hellenistischen Vorbild geprägten Tempel haben die großen Profanbauten römischen Charakter. Der von den Etruskern übernommene Gewölbebau wurde mit dem Gussmauerwerk kombiniert. Auf der Vervollkommnung dieser Technik basieren seit dem Ende der Republik die gewaltigen, noch heute in Überresten vorhandenen Bauwerke: Thermen, Wehrbauten und Wasserleitungen, allen voran Pont du Gard bei Nîmes in Südfrankreich. Dieser Aquädukt überspannt das Flusstal in drei Geschossen in einer Länge von 270 m und in einer Höhe von 49 m.
Zu den Bauformen, die schon in republikanischer Zeit entwickelt und in der Kaiserzeit zu monumentaler Größe gesteigert wurden, gehörten das Amphitheater sowie das römische Theater mit halbrundem Zuschauerteil und hohem Bühnenhaus – ein frühes Beispiel dafür ist das Theater des Pompeius auf dem Marsfeld. Das Teatro Romano in Volterra stammt aus der Zeit des Kaisers Augustus. Von der Tribüne für etwa 2000 Zuschauer blickt man auf die teilweise rekonstruierte Bühnenwand. Thermen wie die unterhalb des Theaters liegenden Anlagen aus späterer Zeit gab es in schlichter Form schon in Pompeii.
Ein weiterer Bautyp aus dieser Zeit ist die Basilika, ursprünglich wohl Markt- und Gerichtshalle, deren Vorläufer in Athen und im hellenistischen Osten zu suchen sind. Die langgestreckte Halle war in der Regel durch zwei Säulenreihen in drei Schiffe gegliedert und gelegentlich durch eine halbrunde Apsis an einer Schmalseite abgeschlossen. Diese Bauform wurde ab der Zeit Konstantins für die christliche Gemeindekirche übernommen und wirkt auf diese Weise über Jahrhunderte weiter. Ein schönes Beispiel gibt es in Pompeii, das allerdings von den monumentalen Bauten der Kaiserzeit, z. B. in Rom und in Trier (Konstantinbasilika), weit übertroffen wurde.

## Die Augusteische Zeit (30 v. Chr. bis 14 n. Chr.)

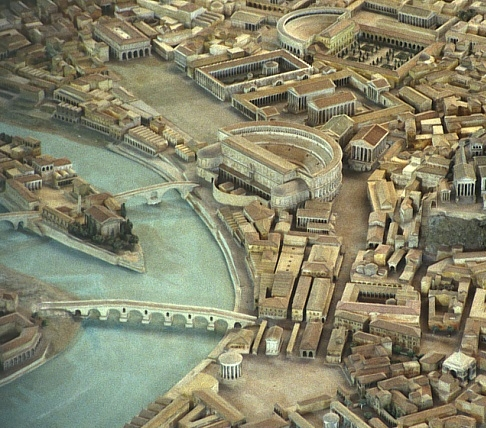
Das Marcellustheater, dahinter der Portikus der Octavia und der Circus Flaminius auf dem Marsfeld (Modell im Museo della Civiltà Romana, Rom)

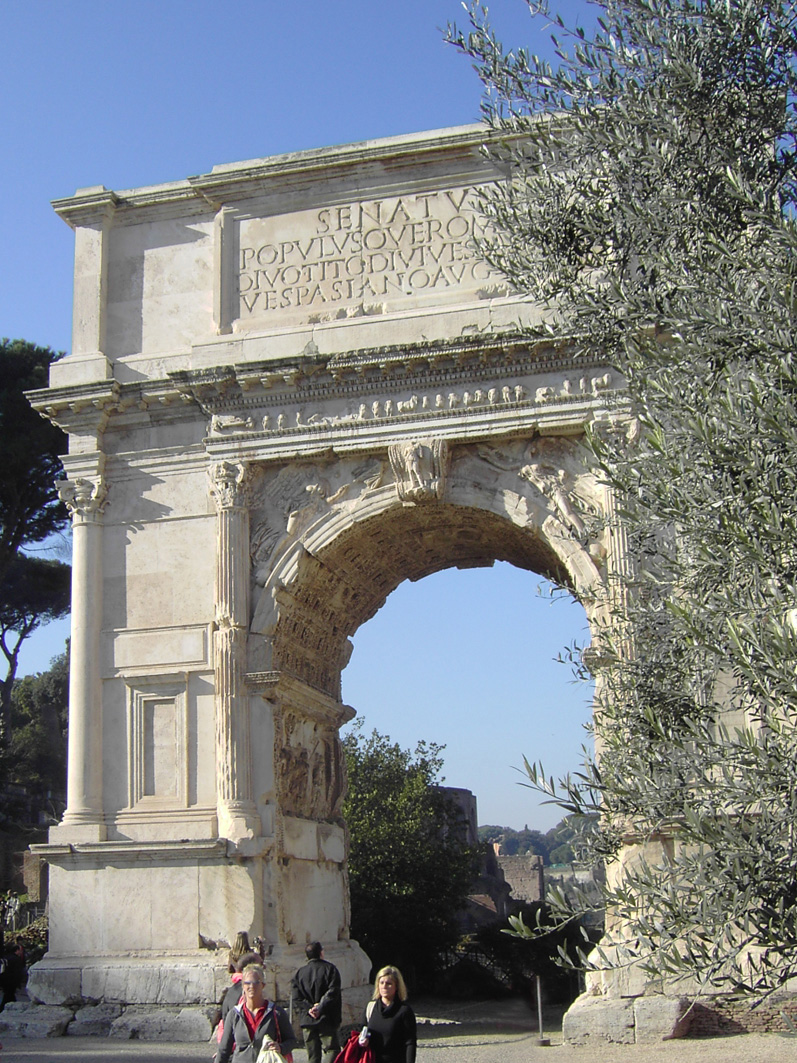
Der Titusbogen am Eingang zum Forum Romanum

Nach der Epoche der Bürgerkriege ging Augustus daran, der neuen Herrschaftsform des Prinzipats auch einen neuen, repräsentativen Rahmen zu schaffen. Rom wandelte sich, wie er meinte, von einer Stadt aus Ziegeln zu einer Stadt aus Marmor. Aus Marmor wurde etwa der Marstempel auf dem neuen Augustusforum, einer streng gegliederten, symmetrisch angeordneten Platzanlage, errichtet. Andere beeindruckende, bis heute erhaltene architektonische Zeugnisse sind zum Beispiel das Marcellustheater, das von Agrippa erbaute und unter Kaiser Hadrian erneuerte Pantheon und nicht zuletzt Augustus’ Mausoleum und die Ara Pacis, der Friedensaltar aus dem Jahr 9 v. Chr., der auf einem Relief eine Prozession der kaiserlichen Familie zeigt.
Augustus vollendete die großartigen Unternehmungen, die unter Julius Cäsar eingeleitet worden waren. Sein neues, prächtigeres Rom betraf jedoch mehr die von ihm hinzugefügten neueren Stadtteile; die unregelmäßige Beschaffenheit der alten Stadt blieb dabei erhalten. Erst Nero hatte nach dem großen Brand im Jahr 64 n. Chr. die Möglichkeit zu einer umfassenden Neugestaltung. Beim Wiederaufbau ließ er breitere Straßen anlegen und beschränkte die maximale Höhe der Häuser, die nun alle eigene Mauern haben mussten, auf 25 Meter; überall sorgte er für Brandschutzmaßnahmen. Sich selbst ließ Nero ein riesiges, prunkvolles Anwesen mit großen Kunstschätzen und technischen Raffinessen errichten, die Domus Aurea (das „Goldene Haus“); tatsächlich zeugt der Bau des Prunkhauses von wenig politischem Verständnis, da zu dieser Zeit der Aufbau der öffentlichen Infrastruktur wenigstens verlangsamt wurde. Das Anwesen wurde kurz nach Neros Tod geplündert und abgerissen. In den Ruinen wurde später die Laokoon-Gruppe entdeckt, und auf dem Areal des dazugehörigen Sees wurde das Kolosseum errichtet.

## Die Zeit der Flavischen Kaiser (zweite Hälfte des 1. Jahrhunderts)

Das Amphitheatrum Flavium, heute bekannt als Kolosseum

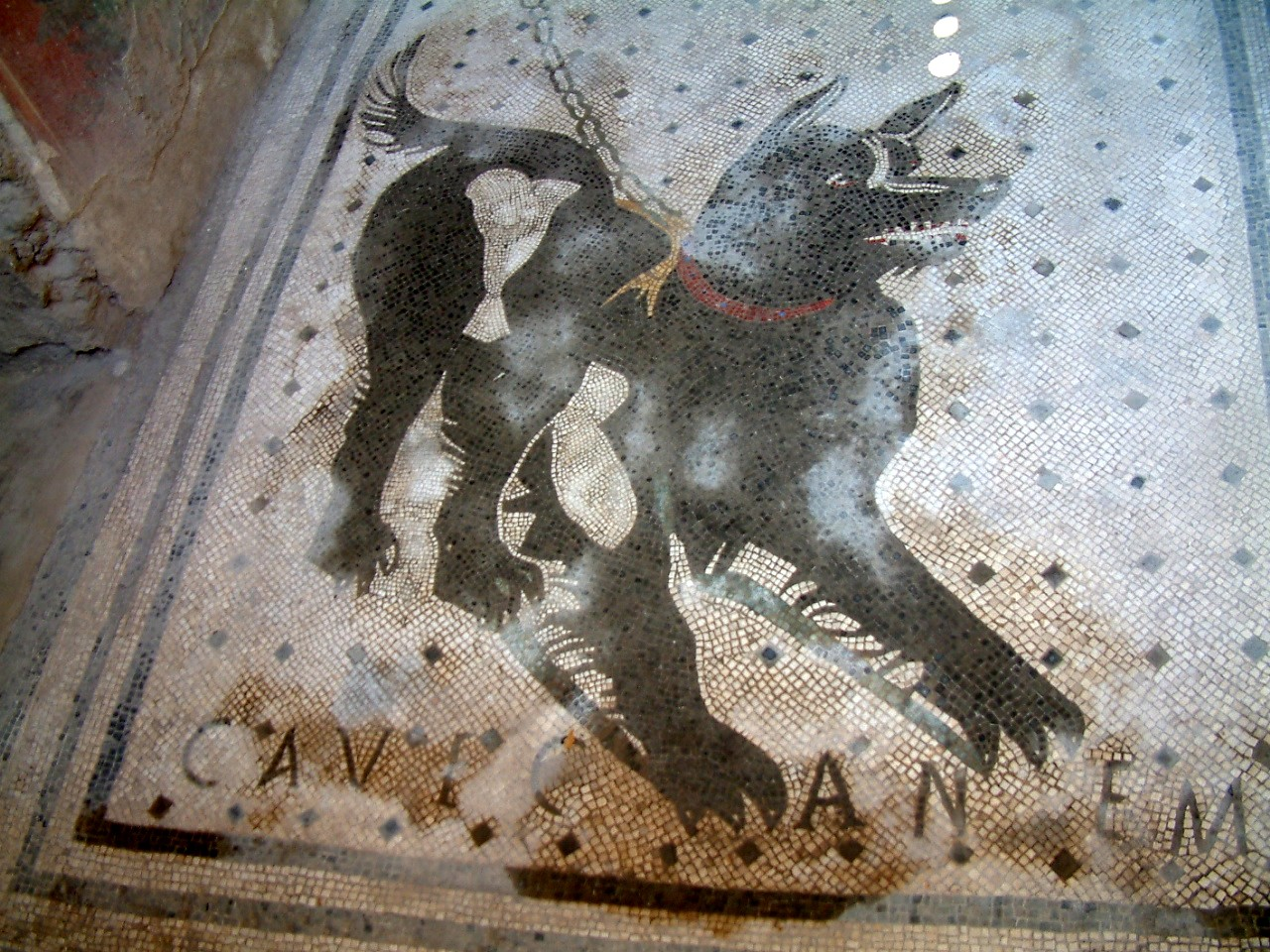
Bodenmosaik aus Pompeii mit der Warnung: „cave canem“

In der zweiten Hälfte des 1. Jahrhunderts n. Chr., als der Einfluss griechischer Künstler mehr und mehr zurückging und die Römer in der Architektur selbst zu ihrem eigenen monumentalen Stil fanden, vollendete Titus das von seinem Vater begonnene Flavische Amphitheater, das wegen einer ursprünglich dort stehenden Kolossalstatue Neros als Kolosseum bezeichnet wird.
Die ungeheure Baumasse ist nach außen durch drei Arkadengeschosse gegliedert, deren Pfeiler durch vorgeblendete dorische, ionische und korinthische Halbsäulen geschmückt sind und in deren Nischen einst Marmorstatuen standen. Arkaden gehörten fortan zu den bevorzugten Schmuckelementen der römischen Baukunst bis hin zur Porta Nigra in Trier.
Titus verbesserte außerdem die stadtrömische Wasserversorgung durch den Ausbau der aquae Marcia, Curtia und Caerulae und ließ südöstlich des neuen Amphitheaters Thermen errichten. Die Errichtung von solchen Bädern gehörte in der Folgezeit offenbar zu den selbstverständlichen „Pflichten“ der römischen Kaiser. Daneben verbesserte Titus, wie Vespasian vor ihm, die Infrastruktur in Italien und den Provinzen. Vor allem forcierte er den Straßenbau. Große Summen flossen aber auch in den Wiederaufbau der vom Ausbruch des Vesuvs am 24. August 79 zerstörten Städte in Kampanien.
Die Katastrophe des Vesuvausbruchs hat der Nachwelt v. a. in Pompeii und Herculaneum eine umfassende Vorstellung von der römischen Wohnkultur sowie von den römischen Wandmalerei und Mosaiken durch natürliche Konservierung bewahrt. Das von Sulla nach seinen Feldzügen in Griechenland in Rom als Abart der Wandmalerei bekannt gemachte Mosaik entfaltete in der römischen Kaiserzeit gegen Ende des 1. und zu Beginn des 2. Jahrhunderts seine höchste Blüte. Zuerst vornehmlich die Böden teppichgleich bedeckend, dienten Mosaiken später auch als Schmuck für Wände und Gewölbe. Die Entwürfe gehen wohl überwiegend auf gemalte Tafelbilder zurück, die nicht erhalten geblieben sind. Außer ihrer eigenen Wirkung vermitteln die erhaltenen „Steinbilder“ also gleichzeitig eine lebendige Vorstellung von der antiken hellenistischen und römischen Bildkunst. Die Zahl der Motive war nahezu unbegrenzt; so finden sich Szenen aus der griechischen Mythologie, aus dem römischen Alltag, erotische Kunst oder auch Darstellungen historischer Ereignisse wie zum Beispiel das Mosaik der Alexanderschlacht in Pompeii, andere gibt es in Delos. Als besonders reizvolle Motive sind weiter die farbenfrohen Landschafts- und Naturdarstellungen aus Pompeii und Praeneste bekannt.

## Die Zeit Trajans und Hadrians (98 bis 138 n. Chr.)

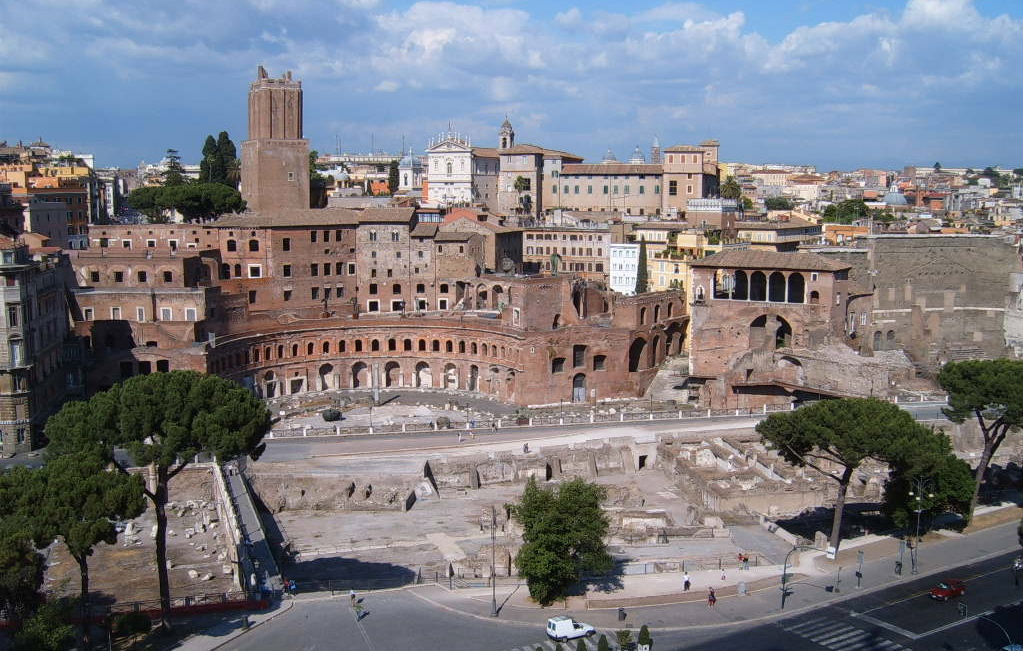
Trajansforum

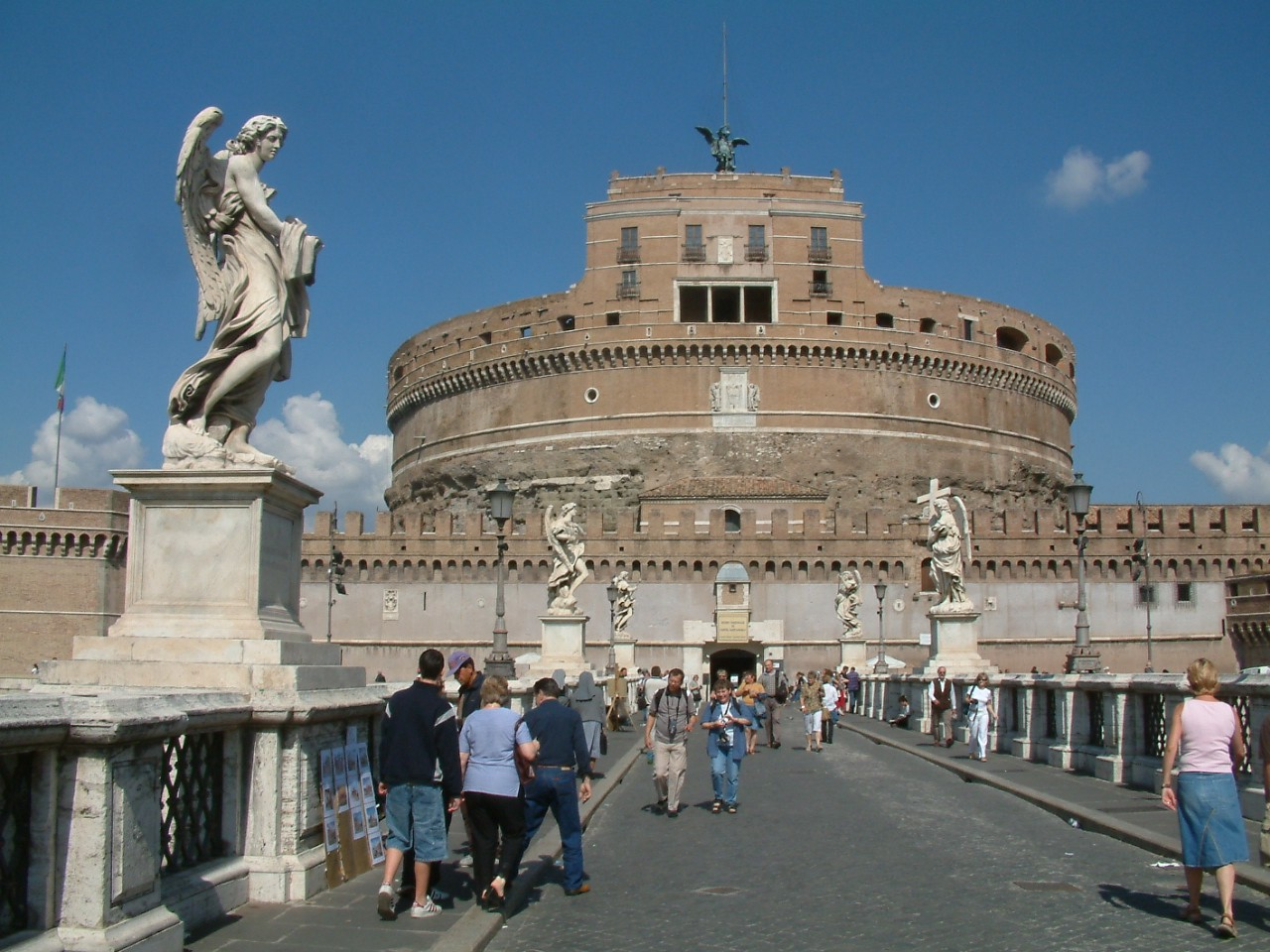
Engelsburg

Trajan, der Militärkaiser, führte noch herrlichere Bauten als seine Vorgänger aus und setzte sich, an die von Augustus geschaffene Tradition anknüpfend, ein Denkmal durch den Bau der gewaltigen Anlage des Trajansforums in Rom. Es ist das letzte, größte und prächtigste der so genannten Kaiserforen. Auch ist es das Forum in Rom, welches heute noch am besten erhalten ist. Später wurde es – wie vieles andere in Rom auch – weitgehend überbaut. Viele Gebäude bzw. Gebäudeteile dienten auch als willkommener und billiger Steinbruch.
Gut erhalten sind vor allem weite Teile der Märkte sowie die weit sichtbare Trajanssäule, die für den Kaiser 113 n. Chr. „von Senat und Volk von Rom“ errichtet wurde. Die 38 m hohe Säule aus Marmor hat im Inneren eine Wendeltreppe, die bis zum Kapitell reicht, auf dem einst eine vergoldete Bronzestatue Trajans stand. Ein 200 m langes, sich spiralartig um den ganzen Schaft ziehendes Band von Reliefs schildert in dokumentarischen Darstellungen mit über 2500 Figuren die Einzelheiten der Feldzüge. Diese Art des auch an Triumphbögen üblichen historischen Reliefs stellt eine eigene Leistung der römischen Kunst dar, in der die historische Begebenheit mit ihrem aktuellen Realitätswert die künstlerische Form bestimmte.
Hadrian förderte vor allem die Künste und vollendete das Olympieion, den gewaltigen Tempel des olympischen Zeus in Athen. Seine Villa in Tibur (Tivoli) war das größte römische Beispiel eines alexandrinischen Gartens, in dem eine heilige Landschaft und Erinnerung an die von ihm bereisten Gegenden gestaltet wurde. Das Gelände ist zum großen Teil zerstört, da der Kardinal d’Este viel von Hadrians Marmor zum Bau seiner eigenen Villa d’Este fortschaffen ließ.
Das in Rom unter Agrippa errichtete Pantheon erhielt unter Hadrian seine heutige Gestalt. Der Konstantinsbogen in Rom soll einen hadrianischen Kern oder Vorgänger gehabt haben, was die Herkunft der hadrianischen, aber später überarbeiteten Reliefs (sogenannte Jagd-Tondi) erklären würde. Der nach seinem Tod zu seinen Ehren erbaute Hadrianstempel, das so genannte Hadrianeum, ist heute Sitz der römischen Börse.
Begraben wurde Hadrian in seinem Mausoleum, das nach Umbauten und Errichtung eines Verbindungsganges zum Vatikan, des Passetto, unter dem Namen Engelsburg bekannt ist.

## Die spätere Kaiserzeit (138 bis 306 n. Chr.)

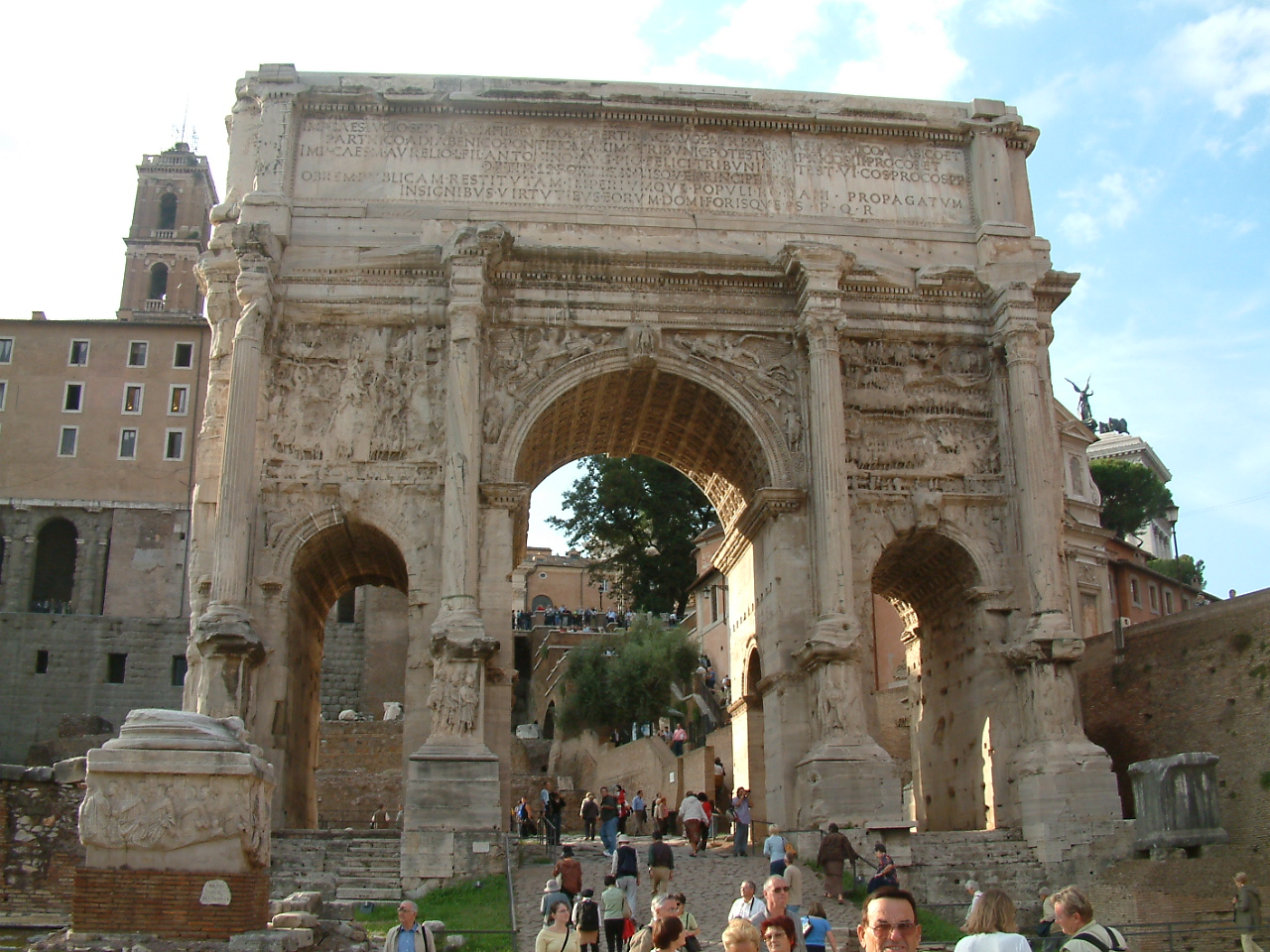
Triumphbogen des Septimius Severus

Bis zur Zeit Hadrians hielt sich der Stil der römischen Architektur ziemlich auf gleichem Niveau; die Bauten des Antoninus Pius und des Marc Aurel schließen die Blüte der römischen Architektur ab. Bis zur Zeit des Diokletian konnte die römische Architektur zwar ihr technisches Niveau aufrechterhalten, gestalterisch setzte jedoch ein Wandel ein, der sich, wie zum Beispiel beim Konstantinsbogen, in dem zunehmenden Rückgriff auf bereits vorhandenes ausdrückte. Die gleiche Tendenz zeigt die sich in dieser Zeit entwickelnde christliche Baukunst.
Septimius Severus war schließlich einer der großen Bauherren, dessen Leidenschaft nicht nur dem Ausbau der Hauptstadt zugutekam. Er und sein Sohn ließen die riesigen Anlagen der Caracalla-Thermen und andere große Bauten, namentlich in den östlichen Provinzen, errichten. Über die ursprüngliche Marmor- und Mosaikpracht in den Thermen geben die heutigen Backstein- und Gusssteinruinen keine Auskunft mehr, die Trümmer lassen jedoch erkennen, dass es sich um überlieferte Formen der Badeanlagen und der römischen Gewölbe handelt. An Severus erinnert der Triumphbogen auf dem Forum in Rom, dessen Pracht einen Eindruck von dem repräsentativen Stil der späten Kaiserzeit vermittelt.
In der Zeit der „Soldatenkaiser“ kam der Monumentalbau wegen der kurzen Regierungszeiten und wegen des für die Verteidigung der Grenzen erforderlichen Aufwandes wenig voran. Erst Diokletian widmete sich wieder dem Thermenbau, noch größer und noch prächtiger als die Caracalla-Thermen. Als Alterssitz schuf er sich in seiner Heimat an der Küste Illyriens den einem riesigen Feldlager gleichenden Diokletianspalast, in dessen Mauern später die Stadt Split ihren Platz fand.

## Konstantin der Große (ab 306 n. Chr.)

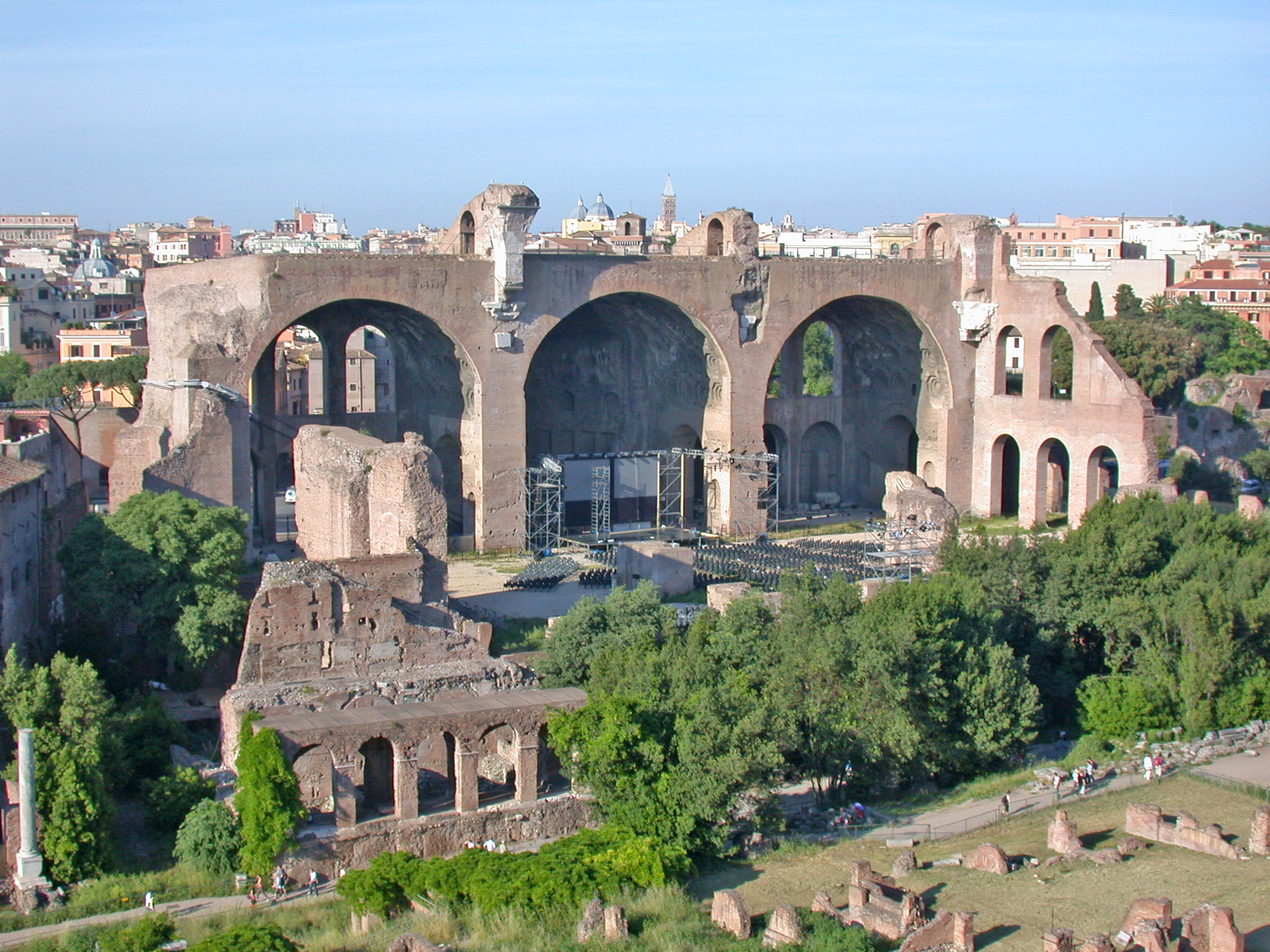
Ruine der Maxentiusbasilika

In dem Jahrzehnt nach Diokletian entstand in Rom auf dem Forum eines der eindrucksvollsten Bauwerke der römischen Spätzeit, die Maxentiusbasilika (auch Basilika Nova, hin und wieder fälschlich auch Konstantinsbasilika genannt), die letzte und größte römische Basilika. Sie befand sich am Rand des Forum Romanum. Maxentius erlebte jedoch die Fertigstellung seiner Basilika nicht mehr; ihn ereilte 312 der Tod im Kampf gegen Kaiser Konstantin I. in der Schlacht an der Milvischen Brücke vor den Toren Roms. So war es Konstantin, der die Basilika einweihte und außerdem in der Apsis eine in Akrolithtechnik gearbeitete Kolossalstatue von sich errichten ließ.
Der Konstantinsbogen neben dem Colosseum steht nicht nur in historischer Hinsicht (siehe: konstantinische Wende) an einer Zeitenwende. Er verherrlicht den Sieg Konstantins über seinen innenpolitischen Gegner Maxentius und ist der wohl größte und mächtigste Bogen in Rom. Seine Proportionen entsprechen zwar denen früherer Ehrenbögen, bei einem großen Teil seines plastischen Schmucks handelt es sich um Spolien, die von älteren Monumenten wiederverwendet wurden, während die zeitgenössischen Bildhauerarbeiten in ihrem formalistischen Stil Ausdruck eines gewandelten Kunstempfindens sind. Ausnahmen am Bogen bilden die in Konstantins Zeit umgearbeiteten Porträts auf den Spolien, die sich stilistisch stark an älterem orientieren.
Bereits vor der Zeit Konstantins begann sich das Schwergewicht der Bautätigkeit ab dem späten 3. Jahrhundert zunehmend in die Provinzen zu verlagern. Die Schaffung neuer Kaiserresidenzen außerhalb Roms machte es nötig, in den neuen Hauptstädten kaiserliche Bauwerke zu errichten. In Trier lassen die Reste dieser Anlagen noch etwas von der Pracht und den Ausmaßen einer spätrömischen Residenz erahnen. Doch blieben die handwerklichen Kenntnisse der jahrhundertelangen römischen Bautradition auch über den Untergang des Römischen Reiches hinaus erhalten, wie die byzantinische Architektur oder die Bauten in Ravenna aus dem 5. und 6. Jahrhundert zeigen.